# 四国電力硬式野球部
四国電力硬式野球部（しこくでんりょくこうしきやきゅうぶ）は、香川県高松市に本拠地を置き、日本野球連盟に加盟していた社会人野球の企業チームである。1974年7月に解散した。
運営母体は、四国地方4県を営業区域とする電力会社の四国電力。

## 概要
1961年、四国電力の硬式野球部『四国電力硬式野球部』として創部。
1964年、創部4年目ながら都市対抗野球に初出場を果たし、1回戦で富士製鐵釜石を破り大会初勝利をあげた。
1965年、2年連続の出場となった都市対抗野球ではベスト8まで進出した。
1974年7月、原油の値上がり等に伴う厳しい経営環境に対処するため廃部となった。

## 主要大会の出場歴
- 都市対抗野球大会 - 出場4回、8強1回（1965年）

## 主な出身プロ野球選手
- 島谷金二（内野手） - 1968年ドラフト9位で中日ドラゴンズに入団
- 渋谷幸春（投手） - 1969年ドラフト8位で中日ドラゴンズに入団
- 鵜飼克雄（投手） - 1973年ドラフト1位で日本ハムファイターズに入団